# Diecezja Sambalpur
Diecezja Sambalpur – diecezja rzymskokatolicka w Indiach. Została utworzona w 1951 z terenu archidiecezji Kalkuty, diecezji Ranchi i diecezji Nagpur.

## Ordynariusze
- Hermann Westermann, S.V.D. † (1951–1974)
- Raphael Cheenath, S.V.D. (1974–1985)
- Lucas Kerketta, S.V.D. (1986–2013)
- Niranjan Sual Singh, od 2013